# Eduard Fleißner von Wostrowitz
Eduard Fleißner von Wostrowitz (* 25. Januar 1825 in Lemberg; † 29. April 1888 in Wien) war ein österreichischer Oberst, der im Jahre 1881 ein Handbuch der Kryptographie veröffentlichte. Nach Fleißner ist die Fleißnersche Schablone benannt.

## Leben
Fleißner wurde an der Theresianischen Akademie ausgebildet und 1843 zum Offizier des österreichischen Heeres ernannt. Während seiner Militärkarriere war er unter anderem Ausbilder für Brigadekommandeure und selbst Divisionskommandeur. Im Rahmen dieser Dienststellungen beschäftigte er sich mit der Kryptografie. Nachdem er 1874 in den Ruhestand trat, veröffentlichte er 1881 ein Handbuch der Kryptographie. Ein zweiter Band war geplant, wurde jedoch nie veröffentlicht. Fleißner starb 1888 in Wien.